# جوردي غونزالفو
جوردي غونزالفو (بالإسبانية: Jordi Gonzalvo)‏ هو مدرب كرة قدم ولاعب كرة قدم إسباني في مركز الوسط، ولد في 13 يونيو 1947 في برشلونة في إسبانيا. لعب مع أتليتيكو بالياريس ونادي سان أندرو.

## وصلات خارجية
- الموقع الرسمي